# باینتها براک
باینتها براک (اردو: بائنتھا براک) کوه صخره‌ای پر شیب و بلندی در پانماه موستاق، زیررشته‌ای از رشته‌کوه قراقروم است که در گلگت-بلتستان، پاکستان قرار دارد. این کوه با ارتفاع ۷٬۲۸۵ متر یکی از سخت‌ترین قله‌ها در جهان برای صعود است؛ به گونه‌ای که بین اولین صعود در سال ۱۹۷۷ و صعود دوم آن در سال ۲۰۰۱ بیست و چهار سال فاصله زمانی وجود داشته‌است.
این کوه به دلیل وضعیت خاص خود که ترکیبی از ارتفاع زیاد از سطح دریا، ارتفاع زیاد نسبت به سطح محل و شیب زیاد است، حالتی ویژه و استثنایی دارد و از این جهت صعود آن بسیار دشوار بوده و کوهی بسیار فنی و سطح بالا در کوهنوردی تخصصی به شمار می‌رود.

## موقعیت
باینتها براک در سمت شمالی یخچال بیافو که یکی از مهم‌ترین یخچال‌های طبیعی قراقروم مرکزی است، قرار دارد. این کوه در ۷۵ کیلومتری شمال سکردو که مهم‌ترین شهر منطقه است و حدود ۳۰ کیلومتری شمال آسکوله واقع شده است.